# Liste der Kardinalskreierungen Innozenz’ IX.

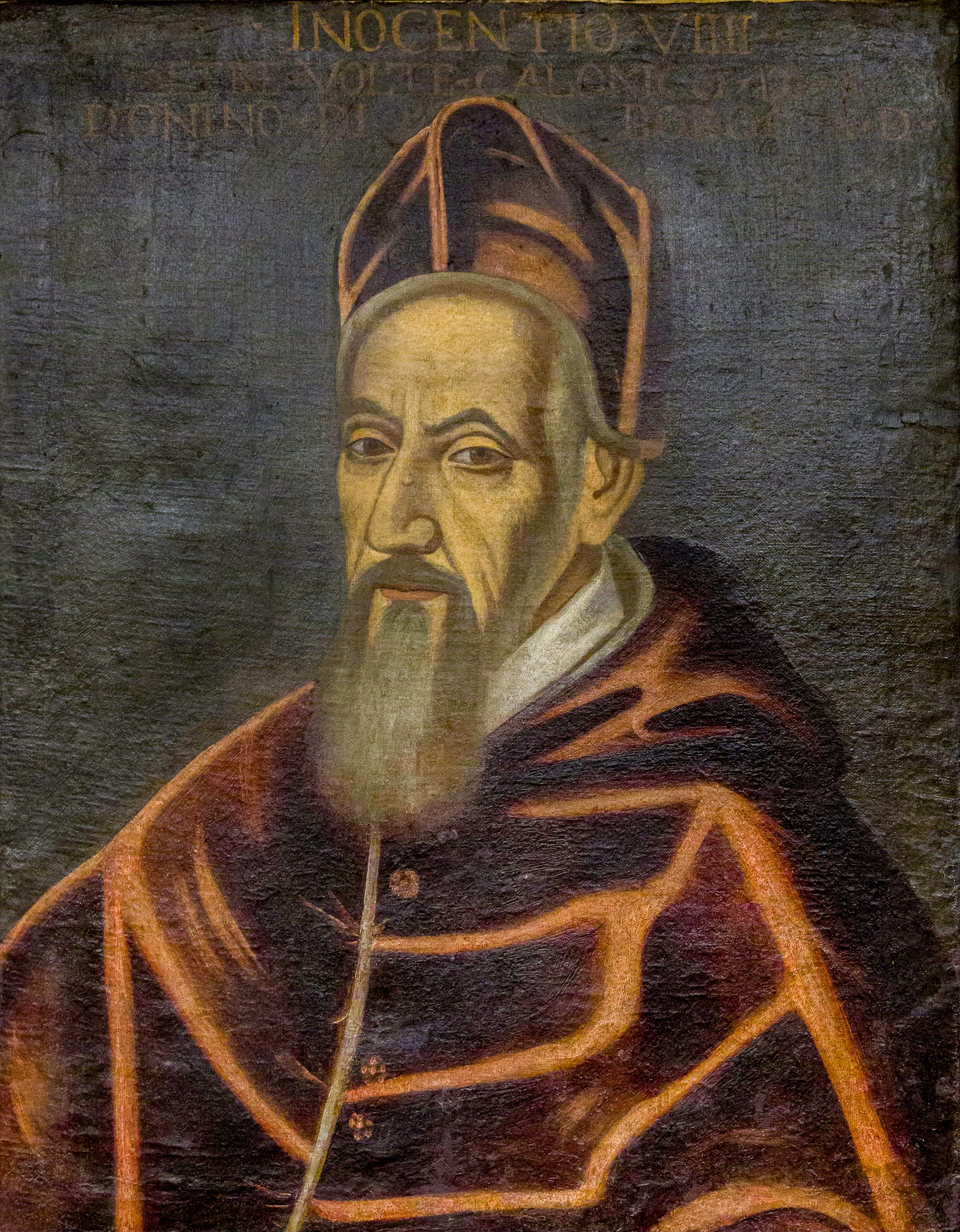
Innozenz IX.

Papst Innozenz IX. (1591) war kein Jahr lang im Amt. Er kreierte daher nur zwei Kardinäle in einem Konsistorium.

## 18. Dezember 1591
- Filippo Sega
- Giovanni Antonio Facchinetti de Nuce